# 아마쓰정
아마쓰정(天津町)은 지바현 아와군에 일찍이 존재했던 정이다. 현재의 가모가와시에 해당한다.
1889년, 정촌제 시행에 수반해 설치되었다가 쇼와 대합병에 수반해 폐지되었다.

## 지리
현재 가모가와시 지역의 동부에 위치한다. 남쪽은 태평양에 접해 있고, 북쪽은 기요스미산맥이 이어져 있다. 마을 지역 대부분이 보소구릉에 포함된 산이 많은 지형이다.

## 역사
- 1889년 4월 1일 - 정촌제 시행에 의해 나가사군 아마쓰정이 성립하였다.
- 1897년 4월 1일 - 나가사군이 폐지되어 아와군이 되었다.
- 1955년 2월 11일 - 고미나토정과 합병해 아마쓰코미나토정이 성립하여, 동일 아마쓰정은 폐지되었다.

## 인구
| 1891년 | 7,231 |
| 1925년 | 6,638 |
| 1950년 | 8,021 |

## 교통

### 철도
- 일본국유철도 (→ 동일본 여객철도)
  - 소토보 선

### 도로
- 2급 국도
  - 국도 제128호선

## 참고문헌
- 角川日本地名大辞典編纂委員会『가도카와 일본 지명 대사전 12 千葉県』、가도카와 쇼텐、1984年 ISBN 4040011201
- 日本加除出版株式会社編集部『全国市町村名変遷総覧』、日本加除出版、2006年、ISBN 4817813180

## 관련링크
- 千葉県安房郡天津町 (12B0020027) - 歴史的行政区域データセットβ版